# Бібліотека поета
«Бібліотека поета» — видавнича серія української лірики та фольклору, започаткована у видавництві «Радянський письменник» (нині «Український письменник») 1955 року.
Відкрилася двотомником Тараса Шевченка, «Словом про Ігорів похід», має на своєму рахунку понад 80 книжок - збірок окремих авторів та антологій (збірників), що містять багато цікавих та не друкованих після цього в інших виданнях матеріалів (зокрема, "Із поезії 20-х" (1959), "Поети пошевченківської доби" (1961), "Українською музою натхненні"(1971)). Кожний том супроводиться передмовою і науковим коментарем тощо.
В період з 1955 по 1993 роки вийшли такі книги даної серії:
| Рік випуску, тираж, обсяг         | Назва                                                                       | Обкладинка | Опис |
| --------------------------------- | --------------------------------------------------------------------------- | ---------- | --- |
| 1955, 8000 прим., 370 стор.       | Слово о полку Ігоревім.                                                     |            | |
| 1955, 50000 прим., 501+ 431 стор. | Тарас Шевченко. Поезії. В двох томах.                                       |            | |
| 1956, 8000 прим., 397 стор.       | Народна лірика.                                                             |            | Упорядкування, передмова та примітки М.П. Стельмаха, І.О.Синиці. Книга складається з таких розділів: "Козацькі пісні", "Чумацькі пісні", "Пісні про кріпаччину", "Рекрутські та солдатські пісні", "Бурлацькі, строкарські та заробітчанські пісні", "Пісні про кохання"(найбільший розділ), "Родинні пісні", "Удовині та сирітські пісні", "Веснянки та петрівчані пісні", "Весільні пісні". Більшість текстів взято з дореволюційних та довоєнних збірників та пісенників, а також з рукописних фондів Інституту мистецтвознавства, фольклору та етнографії. Деякі пісні записані власноруч М.П.Стельмахом у рідному селі. |
| 1956, 8000 прим., 345 стор.       | Пісні та романси українських поетів т. 1 (XXVI – XXVIII ст.)                |            | |
| 1956, 8000 прим., 386 стор.       | Пісні та романси українських поетів т. 2 (ХІХ – поч. ХХ ст.)                |            | |
| 1957, 8000 прим., 284 стор.       | Левко Боровиковський. Твори.                                                |            | Упорядкування і примітки С.А. Крижанівського, Г.А. Нудьги. Вступна стаття С.А. Крижанівського. Книга складається з таких розділів: "Балади, пісні, думи", "Байки й прибаютки" (зокрема, вміщені ті твори, що не увійшли в прижиттєве видання з однойменною назвою), "Твори та переклади російською мовою" (зокрема, "Крымские сонеты А. М. Мицкевича"), "Баллады" (написані ритмічною прозою та є літературною обробкою народних казок). Найбільш повне на той момент видання творів письменника, яке не містить хіба що його фольклорних записів (приказки, загадки та пісні) та листів. "Повне зібрання творів" Левка Боровиковського побачило світ 1967 року у видавництві "Наукова думка". |
| 1958, 14000 прим., 211 стор.      | Петро Гулак-Артемовський. Байки, балади, лірика                             |            | Упорядкування, вступна стаття і примітки І. І. Пільгука. Книга складається з двох розділів: 1."Твори 1817-1827 років" (тобто часів співробітництва в часописах "Украинский вестник", "Украинский журнал", "Вестник Европы") - до них належать байки (сам автор означив їх як казки, побрехеньки, приказки тощо), романтичні балади, бурлексні переклади од Горація, вільні й наслідувальні переклади російською мовою з Ж.-Б. Руссо, Д. Мільтона, з Біблії тощо. 2. Твори 30-50-х років (вибірково) - бурлескні переклади од Горація; вірші, в яких поет звертається до знайомих (послання), розповідає про свої мандрівки та службові справи, відгукується на історичні події. |
| 1958, 4000 прим., 462 стор.       | Революційні поети Західної України.                                         |            | |
| 1958, 8000 прим., 543 стор.       | Михайло Старицький. Поетичні твори.                                         |            | Упорядкування, вступна стаття та примітки М.І. Дяченка. В цій збірці друкуються майже всі відомі оригінальні поезії та переклади М. Старицького на українську мову (з Пушкіна, Лермонтова, Некрасова, Гейне, Міцкевича, Гюго, уривок з поеми "Мазепа" Байрона, два монологи Гамлета з Шекспіра та ін.); оригінальна історична поема "Morituri", переклади на російську мову деяких поезій Лесі Українки та А. Кримського; цикл про Косовську битву" з "Сербських народних дум та пісень", ряд байок (за Криловим). |
| 1958, 8000 прим., 510 стор.       | Яків Щоголів. Поезії.                                                       |            | |
| 1959, 6000 прим., 323 стор.       | Микола Вороний. Вибрані поезії.                                             |            | |
| 1959, 11000 прим., 502 стор.      | Леонід Глібов. Байки і вірші.                                               |            | |
| 1959, 8000 прим., 296 стор.       | Євген Гребінка. Поетичні твори.                                             |            | |
| 1959, 3500 прим., 423 стор.       | Із поезії 20-х років. Збірник.                                              |            | |
| 1959, 5000 прим., 349 стор.       | Володимир Кобилянський. Поезії.                                             |            | Вступна стаття С. Крижанівського. Упорядкування і примітки С. Крижанівського, В. Лесина та О, Романця. Перше післявоєнне (а точніше від 1930 року) та останнє на даний момент окреме видання творів передчасно померлого поета. Книга складається з таких розділів: "Оригінальні поетичні твори" , "Переклади" (головним чином, з Гейне). "Додаток" містить твори з юнацьких зошитів та статтю "Завдання пролетарського мистецтва". Дане видання має характер вибраного, до нього не включено частину юнацьких спроб; слабкі або незакінчені вірші, частину любовних віршів, що мають альбомний характер, а також вірші "виразно декадентського" характеру. До честі упорядників, у примітках подано назви цих творів. |
| 1959, 8000 прим., 477 стор.       | Микола Чернявський. Поезії.                                                 |            | |
| 1960, 3500 прим., 425 стор.       | Пісня мужніх. Поезії.                                                       |            | |
| 1960, 3500 прим., 216 стор.       | Віктор Забіла, Михайло Петренко. Поезії.                                    |            | |
| 1960, 8000 прим., 411 стор.       | Пісні та романси українських радянських поетів 1917 –1957.                  |            | |
| 1960, 4000 прим., 428 стор.       | Революційна поезія Жовтня (Поетична творчість народних мас).                |            | |
| 1960, 2000 прим., 169 стор.       | Маркіян Шашкевич. Твори.                                                    |            | |
| 1961, 8500 прим., 527+ 525 стор.  | Леся Українка. Поезії. В двох томах.                                        |            | |
| 1961, 3300 прим., 479 стор.       | Поети пошевченківської доби. Збірник.                                       |            | Упорядкування, вступна стаття та коментарі А.І. Костенка. В книзі зібрано зразки поетичної творчості письменників, котрі виступали на літературній арені після або й за життя Тараса Шевченка (від 50-х до кінця 80-х років). Збірник містить поезії таких привідних митців, як М. Старицький, С.Руданський, Я. Щоголів, Л. Глібов, І. Манжура, Ю. Федькович, П.Куліш (повернення в літературний обіг після тривалої заборони), П. Грабовський. Проте головна цінність даної книги для науковця та зацікавленого читача - це презентація творчості менших поетів (poetae minores), зокрема соратників Т. Шевченка - Г. Андрузького, О. Навроцького, О. Шишацького- Ілліча; наддніпрянських поетів - П. Кузьменка, В. Кулика, П. Ніщинського, В. Александрова, М. Вербицького, А. Гавриша та ін.; західноукраїнських поетів - братів С. і Г. Воробкевичів, К. Устіяновича, К. Климковича, О. Павловича та ін. Короткі біографічні довідки про письменників подаються у примітках. Додаток містить деякі вірші маловідомих і зовсім невідомих авторів (І. Тирса, Є Носівна, М. Юркевич, Я. Стефанович, П. Розвій-Поле). |
| 1962, 9000 прим., 638 стор.       | Павло Грабовський. Поезії.                                                  |            | |
| 1962, 30000 прим., 327 стор.      | Іван Котляревський. Енеїда. Поезії.                                         |            | |
| 1963, 8000 прим., 206 стор.       | Коломийки.                                                                  |            | |
| 1963, 4000 прим., 475 стор.       | Володимир Самійленко. Вибрані поезії.                                       |            | |
| 1963, 2500 прим., 334 стор.       | Юрій Федькович. Поезії.                                                     |            | Упорядкування, вступна стаття і примітки Миколи Пивоварова. В основу книги покладено тексти першого тому двотомника Юрія Федьковича, виданого Держлітвидавом 1960 року. Поетична спадщина Федьковича за розміром надзвичайно велика, тому у виданні вміщені найкращі вибрані твори. Поезії збірки розподілені за жанровим ознаками: 1. Вірші, співанки та думки. 2. Балади і поеми. В кінці книги вміщений словничок "Маловживані у літературі слова гуцульської говірки", укладений І. Д.Василашком. |
| 1964, 2000 прим., 336 стор.       | Сидір Воробкевич. Вибрані поезії.                                           |            | |
| 1964, 8000 прим., 639 стор.       | Олександр Олесь. Поезії.                                                    |            | |
| 1964, 3500 прим., 560 стор.       | Українська балада. Антологія.                                               |            | |
| 1964, 5500 прим., 480 + 464 стор. | Іван Франко. Поезії. В двох томах.                                          |            | |
| 1965, 8000 прим., 470 стор.       | Борис Грінченко. Поезії.                                                    |            | |
| 1965, 3500 стор., 208 стор.       | Василь Мова (Лиманський). Поезії.                                           |            | |
| 1966, 4000 прим., 132 стор.       | Олександр Козловський. Поезії.                                              |            | |
| 1966, 15000 прим., 335 стор.      | Українська дожовтнева байка. Антологія.                                     |            | |
| 1966, 16000 прим., 262 стор.      | Українська радянська байка. Антологія.                                      |            | |
| 1967, 5000 прим., 320 стор.       | Осип Маковей. Поезії.                                                       |            | |
| 1968, 8000 прим., 340 стор.       | Агатангел Кримський. Поезії.                                                |            | |
| 1968, 8000 прим., 295 стор.       | Тридцять українських поетес. Антологія.                                     |            | |
| 1969, 13000 прим., 356 стор.      | Думи (поетичний епос України).                                              |            | |
| 1969, 20000 прим., 288 стор.      | Степан Руданський. Поезії.                                                  |            | |
| 1970, 8000 прим., 288 стор.       | Історичні пісні.                                                            |            | |
| 1970, 20000 прим., 390 стор.      | Пантелеймон Куліш. Поезії.                                                  |            | |
| 1971, 16000 прим., 240 стор.      | Григорій Сковорода. Поезії.                                                 |            | |
| 1971, 3000 прим., 304 стор.       | Українською музою натхненні (Польські поети, які писали українською мовою). |            | |
| 1972, 8000 прим., 334 стор.       | Амвросій Могила(Метлинський), Ієремія Галка(Костомаров). Поезії.            |            | |
| 1972, 6000 прим., 218 стор.       | Олександр Афанасьєв-Чужбинський. Поезії                                     |            | |
| 1973, 6500 прим., 332 стор.       | Павло Білецький-Носенко. Поезії.                                            |            | |
| 1975, 40000 прим., 320 стор.      | Володимир Сосюра. Поезії.                                                   |            | |
| 1976, 8000 прим., 232 стор.       | Український сонет. Антологія.                                               |            | |
| 1976, 50000 прим., 304 стор.      | Максим Рильський. Поезії.                                                   |            | |
| 1977, 20000 прим., 260 стор.      | Павло Тичина. Поезії.                                                       |            | |
| 1978, 28000 прим., 296 стор.      | Андрій Малишко. Вибрані поезії.                                             |            | |
| 1979, 8000 прим., 200 стор.       | Микола Терещенко. Поезії                                                    |            | |
| 1980, 16000 прим., 286 стор.      | Ігор Муратов. Поезії.                                                       |            | |
| 1981, 5000 прим., 244 стор.       | Іван Вирган. Поезії.                                                        |            | |
| 1982, 8000 прим., 245 стор.       | Іван Нехода. Поезії.                                                        |            | |
| 1983, 5000 прим., 304 стор.       | Терень Масенко. Поезії.                                                     |            | |
| 1984, 20000 прим., 226 стор.      | Степан Олійник. Поезії.                                                     |            | |
| 1984, 28000 прим., 246 стор.      | Василь Симоненко. Поезії.                                                   |            | |
| 1985, 2000 прим., 238 стор.       | Кость Герасименко. Поезії                                                   |            | |
| 1985, 8000 прим., 311 стор.       | Михайль Семенко. Поезії.                                                    |            | |
| 1985, 8000 прим., 286 стор.       | Павло Усенко. Поезії.                                                       |            | |
| 1986, 3000 прим., 320 стор.       | Василь Бобинський. Поезії.                                                  |            | |
| 1986, 4000 прим., 349 стор.       | Володимир Свідзинський. Поезії.                                             |            | |
| 1986, 28000 прим., 342 стор.      | Українська співомовка.                                                      |            | |
| 1987, 16000 прим., 302 стор.      | Микита Годованець. Байки.                                                   |            | |
| 1987, 8000 прим., 287 стор.       | Українська поезія XVI століття. Антологія.                                  |            | |
| 1987, 2000 прим., 255 стор        | Микола Устиянович. Поезії                                                   |            | |
| 1988, 8000 прим., 415 стор.       | Євген Плужник. Поезії.                                                      |            | |
| 1988, 8000 прим., 360 стор.       | Українська поезія XVII століття (перша половина). Антологія.                |            | |
| 1988, 3200 прим., 240 стор.       | Микола Філянський. Поезії.                                                  |            | |
| 1989, 16000 прим., 454 стор.      | Богдан-Ігор Антонич. Поезії.                                                |            | |
| 1989, 4000 прим., 288 стор.       | Олександр Гаврилюк, Ярослав Кондра. Поезії.                                 |            | |
| 1989, 4000 прим., 196 стор.       | Майк Йогансен. Поезії.                                                      |            | |
| 1989, 15000 прим., 175 стор.      | Дмитро Фальківський. Поезії.                                                |            | |
| 1989, 4000 прим., 196 стор.       | Павло Филипович. Поезії.                                                    |            | |
| 1990, 10000 прим., 326 стор.      | Дмитро Загул. Поезії.                                                       |            | |
| 1990, 25000 прим., 384 стор.      | Богдан Лепкий. Поезії.                                                      |            | |
| 1990, 6500 прим., 292 стор.       | Спиридон Черкасенко. Поезії.                                                |            | |
| 1991, 13500 прим., 256 стор.      | Тодось Осьмачка. Поезії .                                                   |            | |
| 1991, 16000 прим., 495 стор.      | Грицько Чупринка. Поезії.                                                   |            | |
| 1992, 8000 прим., 374 стор.       | Петро Карманський. Поезії.                                                  |            | |
| 1992 4000 прим., 320 стор.        | Євген Маланюк. Поезії.                                                      |            | |
| 1993, 2000 прим., 208 стор.       | Іван Крушельницький. Поезії.                                                |            | |